# Cerkiew Wniebowstąpienia Pańskiego w Moskwie (Priesnienskij)
Cerkiew Wniebowstąpienia Pańskiego znana jako Małe Wniebowstąpienie, dla odróżnienia od Wielkiego Wniebowstąpienia – prawosławna cerkiew w Moskwie w rejonie Priesnienskim, w dekanacie centralnym eparchii moskiewskiej miejskiej Rosyjskiego Kościoła Prawosławnego.

## Historia
Cerkiew powstała w celu upamiętnienia koronacji Fiodora Iwanowicza na miejscu starszej, drewnianej świątyni, być może przeniesionej z placu Czerwonego w czasie rozbudowy Kremla. Kolejna budowla sakralna powstała w 1634, pięć lat po tym, gdy starszą świątynię zniszczył pożar. W 1680 dobudowano drugi ołtarz Świętych Prokopa i Jana z Ustiuga. Od XVII w. istniał również ołtarz św. Mikołaja, przemianowany następnie (być może ok. 1730) na Ścięcia Głowy św. Jana Chrzciciela. Początkowo świątynia była zwieńczona dachem namiotowym, który następnie zastąpiono ośmiobocznym bębnem z cebulastą kopułą. Po raz ostatni budynek był przebudowywany w 1877, zaś w 1902 przeprowadzono jego remont.
W okresie radzieckim cerkiew pozostała czynna do 1932. W roku tym wydano decyzję o jej zamknięciu, a w dalszej perspektywie planowano rozbiórkę. Ostatecznie po protestach parafian decyzję tę cofnięto. W latach 30. XX wieku w cerkwi służył metropolita Tryfon (Turkiestanow). Świątynia działała do 1937, następnie zaadaptowano ją na pracownie konserwatorskie.
Cerkiew została zwrócona Rosyjskiemu Kościołowi Prawosławnemu w 1991.